# Stanisław Kostka Czartoryski
Stanisław Kostka Czartoryski (zm. 5 kwietnia 1766) – łowczy wielki koronny w latach 1742–1766, starosta łucki w latach 1752–1763.

## Życiorys
Syn Józefa chorążego wielkiego litewskiego i Teresy Denhoffówny wojewodzianki pomorskiej. Nauczycielem jego był ksiądz Mamczyński, Pijar. Jego synem był Józef Klemens Czartoryski (1740–1810).
Mieszkał zwykle pod Krakowem, ale bywał w Lublinie i w Warszawie pod koniec panowania Augusta II. Obrany na sejm nadzwyczajny z województwa bracławskiego w grudniu 1732 roku. Był posłem na sejm elekcyjny 1733 roku z księstw oświęcimskiego i zatorskiego, elektorem Stanisława Leszczyńskiego w 1733 roku.
W październiku 1736 r. ożenił się w Krakowie z Anną Rybińską, wojewodzianką chełmińską, generałówną artylerii koronnej (ślubu udzielił ksiądz Kręski, kanonik krakowski).
Za panowania Augusta III został cześnikiem wielkim litewskim, a potem 21 maja 1742 łowczym wielkim litewskim.
Poseł wiślicki na sejm z roku 1746. Starosta łucki od 1752.
Pułkownik chorągwi pancernej, kawaler orderu Orła Białego.
Książę chorował na suchoty. Uchodził za kapryśnego i niesłownego, dlatego kanclerz Czartoryski rzadko powierzał mu jakieś odpowiedzialniejsze zadania.
Poseł województwa wołyńskiego na sejm 1760 roku. Poseł na sejm nadzwyczajny  1761 roku z ziemi warszawskiej. Ze starostwa łuckiego ustąpił dnia 25 kwietnia 1763 roku na rzecz swego syna Józefa Klemensa Czartoryskiego, ale lecz początkowo tylko na papierze, bo ciągle występuje w dokumentach jako starosta aż do śmierci.
Kiedy nastało bezkrólewie, był posłem do Berlina w roku 1763 by donieść o śmierci Augusta III. W Lutym 1763 wystąpił czynnie na sejmiku przedkonwokacyjnym wołyńskim w Łucku. Miał pod swymi rozkazami ułanów i szlachtę czynszową księcia wojewody ruskiego. Chciał wybrać „swoich” posłów i nie dopuścić posłów Ossolińskiego, wojewody wołyńskiego, wroga Familii Czartoryskich. 20 kwietnia 1764 roku podpisał list dziękczynny do Katarzyny II za wprowadzenie wojsk rosyjskich. Konsyliarz konfederacji Czartoryskich w 1764 roku, poseł na sejm konwokacyjny (1764) z województwa wołyńskiego. Był elektorem Stanisława Augusta Poniatowskiego w 1764 roku z województwa wołyńskiego.
Na sejmie zaś koronacyjnym w 1764 roku jako poseł ziemi warszawskiej delegowany do układów z Repninem i z posłem pruskim, lecz bez sukcesów. Od lutego 1765 ciężko chorował.
Dnia 27 września 1765 roku wyznaczony był jeszcze do tak zwanej kompozycji stanów, w miejsce wojewody inflanckiego Borka, który znowu zastąpił Jabłonowskiego, wojewodę nowogrodzkiego; kompozycyję tą, czyli pogodzenie stanów przyjął w zasadzie jeszcze sejm koronacyjny.
Stanisław Kostka ożenił się w październiku 1736 roku z Anną Rybińską.
Miał dwóch synów Józefa Klemensa i Kazimierza oraz córkę Konstancję, żonę Andrzeja Zamoyskiego. Zmarł w południe dnia 5 kwietnia (sobota) 1766 roku. Ciało jego wywieziono dnia 8 kwietnia do jego dóbr, w Kalwaryi Zebrzydowskiej i pochowano tam w kościele u Bernardynów.